# Tangara cyanoptera
Tangara cyanoptera là một loài chim trong họ Thraupidae.